# Calle de Manuel Iradier
La calle de Manuel Iradier es una vía pública de la ciudad española de Vitoria.

## Descripción
La vía, que se conoció primero como «calle del Molinacho», luego como «calle del Sur» y ya en 1916 como «calle de Manuel Iradier», discurre desde el paseo de la Senda hasta la plaza del Renacimiento, donde desemboca en el Iradier Arena, antigua plaza de toros. Es paralela a la calle de la Florida y tiene cruces con las de San Antonio, de Eduardo Dato, de los Fueros, de Lope de Larrea, de Rioja y de Isaac Albéniz. Aparece descrita en la Guía de Vitoria (1901) de José Colá y Goiti con las siguientes palabras:

Calle del Sur.—Nombre primitivo, dado en 1880. Comienza en el paseo de la Senda y termina en la calle de Rioja. El número 2 es el convento de Carmelitas Descalzos. Comenzó su construcción en 28 de abril de 1897 y se concluyó en 1900, inaugurándose el 20 de abril. La iglesia es de estilo grecorromano modernizado, predominando el orden corintio. El número 8 lo ocupa la Administración principal de Correos.
(Colá y Goiti, 1901b, p. 64)

Entre 1854 y 1881, el último tramo de la actual calle de Manuel Iradier, más reciente, se conoció como vía independiente bajo el nombre de «calle de la Plaza de Toros», que también figura en la obra de Colá y Goiti:

Calle de la Plaza de Toros.—Nombre primitivo, que se la dió en 1881. La Plaza de Toros fué inaugurada el año 1880 y tiene localidad cómoda para once mil espectadores.
(Colá y Goiti, 1901a, p. 49)

Con el título actual, se recuerda a Manuel Iradier y Bulfy (1854-1911), africanista y explorador natural de la ciudad. Además del convento de los Padres Carmelitas Descalzos, han tenido sede en la calle a lo largo de los años la FET y de las JONS, el Frente de Juventudes, la Delegación de Hacienda, el Gobierno Militar, la Red Telefónica Interurbana, el periódico Norte Exprés, la Alhóndiga Municipal, el colegio del Sagrado Corazón de Jesús sostenido por los carmelitas y el Sport Friends Club, predecesor del Deportivo Alavés, entre otras instituciones y variados comercios.